# Cruis'n World
Cruis'n World es la secuela lanzada en 1996 del juego de carreras arcade lanzado en 1994 Cruis'n USA. Cruis'n World permite a los jugadores recorrer una serie de pistas ambientadas en distintos sitios alrededor del mundo. El juego también presenta más coches que Cruis'n USA. Este juego introdujo acrobacias en la serie Cruis'n. La mecánica del juego consiste en evitar obstáculos y en tomar curvas cercanas. Si la acrobacia se realiza mientras el vehículo está en el aire, se le da unos segundos extras de tiempo al jugador. El juego también utiliza una serie de pequeños impulsos a través de unos pequeños cohetes. 
El juego sería más tarde liberado en la Nintendo 64 en 1998, siendo el que mejor recibimiento recibió de los Cruis'n portados a consola.

## Jugabilidad
Cruis'n World presenta el mismo juego central que su predecesor, ya que el jugador corre en diferentes pistas bajo un límite de tiempo para alcanzar la meta, pasando puntos de control en el camino para ayudar a extender este límite de tiempo. Las carreras tienen lugar en diferentes países del mundo, comenzando en el estado de Hawaii y cruzando los cinco continentes hasta llegar al Centro Espacial Kennedy en Florida. Los autos ahora tienen la capacidad de realizar acrobacias durante carreras como caballitos, que dan ráfagas de velocidad cortas y volteretas aéreas, que deducen segundos del tiempo final de la carrera, lo que permite al jugador lograr una mejor posición en el tabla de registros.

## Pistas
Los desarrolladores, como previamente comentamos, fueron enviados alrededor del mundo para capturar digitalmente diversos puntos de interés mundial y las mejores atracciones turísticas. En el juego se observa reflejado en lugares como  Hawái, Japón, Australia, China, Kenia, Egipto, Rusia, Alemania, Italia, Francia, Inglaterra, México, Nueva York, Florida y en la Luna.

### Hawái
En esta pista se puede atravesar una gran autopista y, a través de un túnel ficticio que pasa por debajo del Océano Pacífico y que conecta con diversas islas. Esta pista es de nivel fácil y contiene dos atajos ocultos. Es la primera pista en territorio estadounidense. La música predeterminada es "Jungle Bump".

### Japón
Un Shinkansen es visible al comienzo y con diversas estatuas budistas colocados en los laterales del paisaje. Esta pista es de nivel medio, el tránsito circula por la izquierda. La música predeterminada es "Asia Minor".

### Australia
En esta pista está totalmente dedicada al Outback, con varios canguros a los laterales de la carretera. El Uluru, lugar sagrado de los aborigen también conocido como la Roca Ayers es visible al principio y al final de la pista. Esta pista es de nivel extremo debido a lo irregular del terreno y el cruce constante de canguros, contiene atajos ocultos. La música predeterminada es "Grunge Factor".

### China
Esta pista comienza en la Gran Muralla China, con los Budas y los soldados de terra cota de Xian como escenario. Después de atravesar la Gran Muralla, se conduce a través de unos campos hasta llegar a Pequín y atravesar la puerta con los dos dragones. Letras chinas te dan la bienvenida a la ciudad y el Templo del Cielo es visible durante el trayecto, siendo reconocido edificios como los hutongs. Finalmente la carrera termina con el retrato de Mao Zedong en la Plaza de Tiananmen. Esta pista es de nivel experto y contiene dos atajos. La música predeterminada es "Asia Minor".

### Kenia
Esta carrera se pasa totalmente en la sabana, con jirafas atravesando la carretera y otros animales como leones y zebras puestos a lo largo de la estrada. En la versión Arcade es llamada "África". Esta pista es de nivel medio, contiene varios atajos y la rampa más alta del juego. La música predeterminada es "Jungle Bump" en Arcade y "Anijibi" en N64.

### Egipto
La carrera se desarrolla a partir del Desierto del Sahara, pasando por ruinas y por la Esfinge hasta entrar en la Necrópole bajo las Grandes Pirámides de Guiza, donde se sale para finalizar la carrera. Esta pista es de nivel fácil. La música predeterminada es "Jungle Bump" en Arcade y "Cairo Cruis'n" en N64.

### Rusia
Una carrera que se desarrolla por las calles de Moscú, comenzando alrededor de los muros del Kremlin mientras jatos MiG-29 sobrevolan la ciudad, pasando por el área industrial hasta llegar a la Catedral de San Basilio en la Plaza Roja. En la versión Arcade es llamada "Moscú" y es de nivel fácil. La música predeterminada es "Grunge Factor".

### Alemania
Esta carrera se pasa en una de las autopistas de la Selva Negra, pasando por vilarejos y castillos, siendo posible ver algunos que remeten al Castillo de Neuschwanstein. Esta pista es de nivel fácil. La música predeterminada es "Euro House" en Arcade y "Schifter" en N64.

### Italia
La carrera se inicia en una área rural, conduciendo por una estrada que lleva a Roma, con el percurso terminando delante del Coliseo. Esta pista es de nivel experto debido a lo estrecho del camino, contiene un pequeño atajo al atravesar el acueducto romano. La música predeterminada es "Cruis'n Shuffle".

### Francia
Partiendo de los viñedos de la Borgoña, los corredores cruzan el país hasta llegar a París, donde son recibidos por el vuelo del Concorde y por el TGV que pasa y, tras pasar por un túnel bajo la Torre Eiffel, llegan al final delante del Arco de Triunfo. Esta pista es de nivel medio. La música predeterminada es "Euro House".

### Inglaterra
Saliendo del Puente de la Torre, los pilotos conducen por las calles de Londres, saliendo de la ciudad tras cruzar una de las puentes sobre el río Támesis, y siguiendo hasta llegar al Stonehenge, donde una multitud de OVNIs los aguardan. Esta pista es de nivel medio, el tránsito circula por la izquierda. Si el jugador gana la carrera, un OVNI lo abducirá y lo transportará hasta América. La música predeterminada es "Euro House" en Arcade y "The Chase" en N64.

### México
Esta carrera ocurre en una estrada de tierra alrededor del complejo arqueológico de Chichén Itzá. Esta pista es de nivel experto y contiene dos atajos detrás del Templo de Kukulcán. La música predeterminada es "Islander".

### Nueva York
La paisaje de esta carrera posee una amalgamación de cosas de varios condados de Nueva York, ya que se pasa en la Vía Expresa Cross Bronx (Interestadual 95), pero se puede ver el Empire State Building (que en realidad está ubicado en Manhattan), y del Bronx los corredores siguen para el Puente de Brooklyn (que no conecta con el Bronx en realidad) para llegar hasta Manhattan, finalizando la carrera delante de la Estatua de la Libertad. Esta pista es de nivel medio y contiene dos atajos. Es la segunda pista en territorio estadounidense. La música predeterminada es "Grunge Factor".

### Florida
La carrera se divide en tres partes: la primera, a través de Miami Beach; la segunda, pasando por los pántanos de los Everglades; y la tercera, en el Cabo Cañaveral, con el objectivo final de llegar al Centro Espacial Kennedy, donde un transbordador STS de la NASA toma el coche del jugador y lo lleva en una misión hasta la Luna. Esta pista es de nivel fácil. Es la tercera pista en territorio estadounidense. La música predeterminada es "Jungle Bump". En la versión Arcade, el juego termina aquí.

### Luna
En la versión de Nintendo 64, después que el transbordador deja el coche del jugador en la superficie lunar, una nueva pista es desbloqueada, y se puede disputar una carrera extra en la Luna. Esta pista es de nivel experto, el tránsito circula por la izquierda. La música predeterminada es "Euro House".

## Coches
- Venom SST (Serpent en la N64): Dodge Viper
- Kamikaze AWD: Toyota Supra
- Humvee ATV (ATV en la N64): Hummer H1
- Zombi XXX (escrito Zombie XXX en la N64): Ford Mustang
- Gimpee (Sardine Extreme en la N64): Piaggio Ape
- Rhino 4x4: Dodge Ram
- Banzai GTV: Mitsubishi GTO
- Sexium P6 (Stallion P6 en la N64): Ferrari 546
- Orca: Porsche 911
- Lady Bug (Scarab en la N64): VW Beetle
- Road King: Kenworth T600
- El Diablo (El Niño en la N64): Chevrolet Bel Air

La versión N64 posee una serie de coches secretos, la mayoría de los cuales normalmente componen el tránsito:
- Grasshopper (camión de fríos): Toyota Dyna
- Bulldog (taxi inglés): Austin FX4
- Enforcer (coche de policía): Chevrolet Caprice Police Interceptor
- NY Taxi (taxi norteamericano): Chevrolet Caprice Taxi
- Skool Bus (autobús de escuela): GMC B Series
- Exec (coche de lujo): BMW M3
- Conductor (autobús londrino): AEC Routemaster
- Speed Demon: McLaren F1
- Tommy (coche compacto): Mini Cooper
- Rocket (limusina): Willys 77
- The Surgeon (ambulancia): Mercedes T1
- Monsta (camioneta): Ford Adrenalin
- Howler (furgoneta): Volkswagen Transporter

## Desarrollo
Los desarrolladores de este juego enviaron a sus artistas en un viaje a través del mundo para capturar digitalmente vistas de fondo y las atracciones turísticas más importantes.
El desarrollo de la versión para Nintendo 64 fue empezada en 1996 después de finalizar el desarrollo de la versión para la Nintendo 64 del Cruis'n USA Eugene Jarvis había admitido que el port del Cruis'n USA no fue bien, ya que prometieron que la versión de Nintendo 64 sería tan buena como el arcade. Eurocom tomó la licencia Cruis'n y decidió gastar más tiempo en el juego que para el port del Cruis'n USA. A principios de 1997, Nintendo anunció que Cruis'n World saldría en otoño para la  Nintendo 64, pero el juego fue silenciosamente retrasado hasta el año 1998.

## Recepción
El juego estuvo mostrado en 1996 en el show AMOA, donde  ganó el premio para el Título Más Innovador. Electrónico Gaming Mensual lo nombró un subcampeón como Juego de Arcada del Año. Un crítico de Generación Próximo comentó que, como Cruis'n USA, Cruis'n World tiene una gran sensación de estilo de conducción arcade:  "puedes sentarte, conducir rápido, sacar coches a golpes de la carretera, matar animales y provocar colisiones caóticas multidinarias - todo ello sin saber mucho de videojugos o, para lo que importa, de conducir" . Al mismo tiempo, comentó que en un breve periodo, es bastante sencillo conseguir controlar el juego de manera experta. Además, esperaba que los diseños de los circuitos fueran un poco más elaboradas que su predecesor pero deja las mismas malas sensaciones que su versión anterior.
El port para Nintendo 64 no fue recibido positivamente, revistas como GameRankings le dio una puntuación de 62.76%.